# Dolichopeza (Afrodolichopeza) anitra
Dolichopeza (Afrodolichopeza) anitra is een tweevleugelige uit de familie langpootmuggen (Tipulidae). De soort komt voor in het Afrotropisch gebied.